# Elephantomyia neavei
Elephantomyia neavei är en tvåvingeart som beskrevs av Alexander 1920. Elephantomyia neavei ingår i släktet Elephantomyia och familjen småharkrankar.
Artens utbredningsområde är Malawi. Inga underarter finns listade i Catalogue of Life.